# Stația Spațială Bigelow

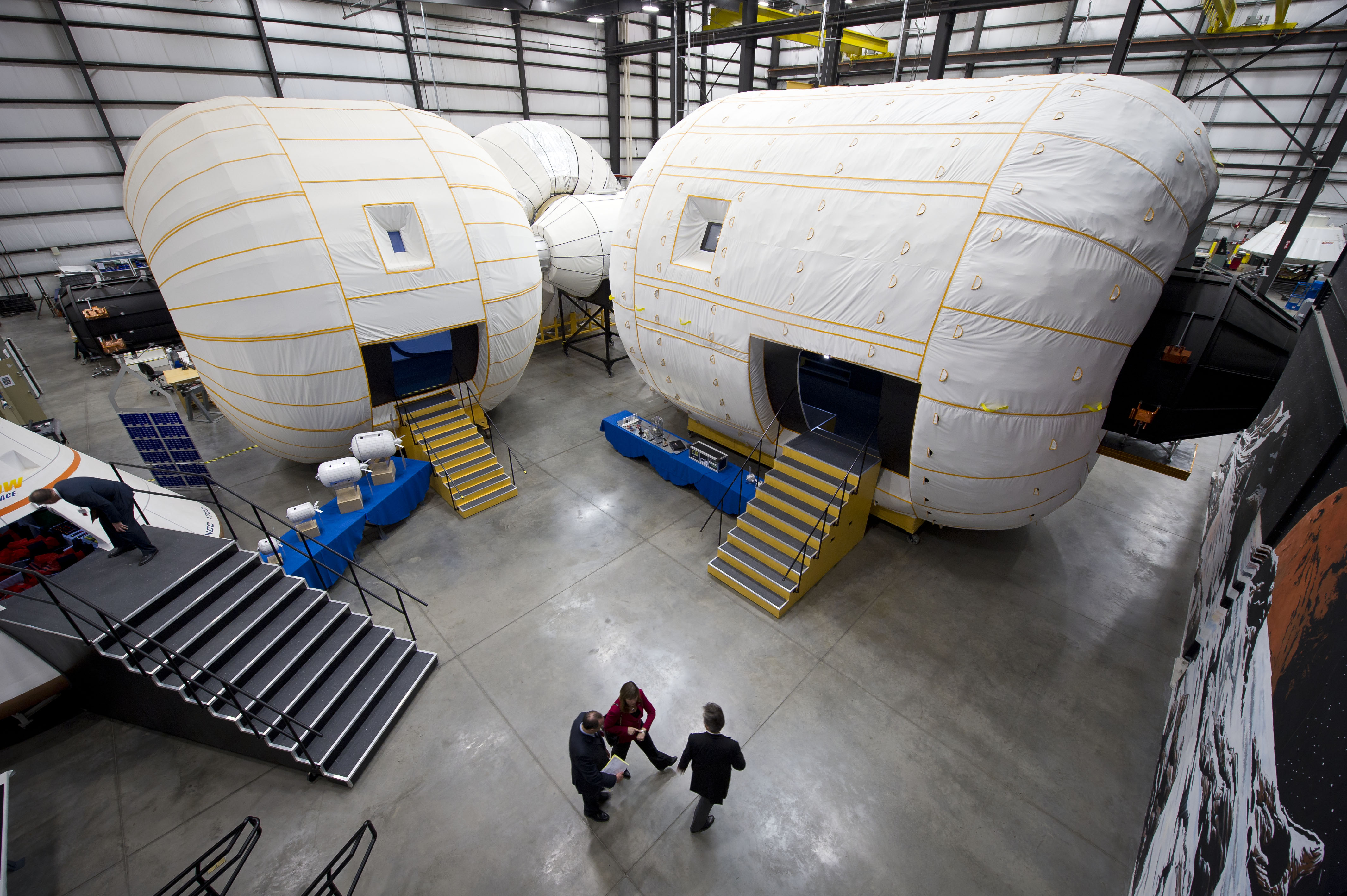
O reproducere (la mărime fixă) a componentelor stației la sediul Bigelow Aerospace din Nevada

Stația Spațială Comercială Bigelow (în engleză Bigelow Commercial Space Station) este un complex privat spațial orbital aflat în curs de dezvoltare de Bigelow Aerospace. Stația spațială va fi construită cu ajutorul modulelor spațiale extensibile: Sundancer și BA 330; va exista un nod central de andocare, altul de propulsie, cât și generatoare solare și capsule atașate destinate echipajelor. Lansarea inițială a componentelor stației este planificată pentru anul 2014, cu porțiuni ale stației disponibile închiriere către 2015.
Lansarea, de fapt va fi posibilă numai după introducerea navelor spațiale cu echipaj uman Dragon și (sau) CST-100.

## Etapele construcției
- Lansarea modulului Sundancer (sau BA 330)
- Zborul primei nave comerciale cu astronauți pentru a instala echipamentele
- Asamblarea modulului de conectare și putere (energetică)
- Lansarea și andocarea celui de-al doilea modul Sundancer (sau BA 330)
- Zborul celei de-a doua nave spațiale cu echipaj uman cu sisteme suplimentare de hardware și software; revenirea echipajului pe Pământ
- Lansarea și andocarea unui modulului BA 330 de dimensiuni mai mari
- Al treilea zbor al navei cu echipaj și echipament.

## Perspective
Proiectul prevede andocarea diferitor tipuri de nave cu stația spațială. De hotelul stației se vor bucura atât persoanele fizice, echipajele profesioniste, cât și cercetătorii corporativi. Selectarea candidaților se presupune că va fi efectuată de către Space Adventures.